# Rue Gabriel-Péri (Saint-Denis)
Pour les articles homonymes, voir Rue Gabriel-Péri.
La rue Gabriel-Péri est une voie de communication de Saint-Denis.

## Situation

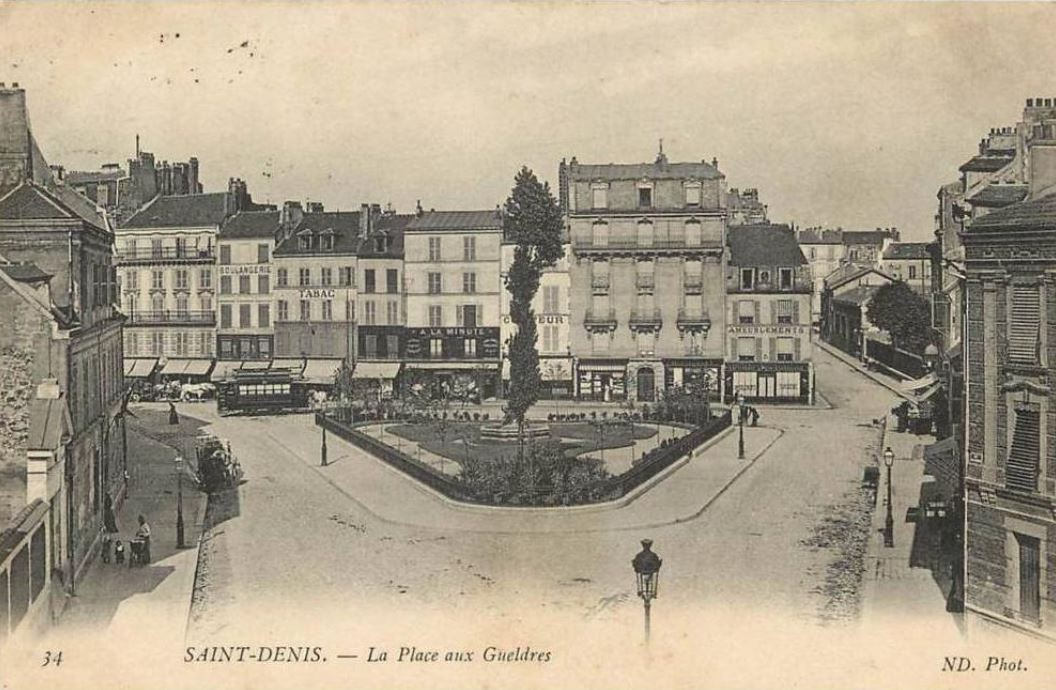
L'ancienne place aux Gueldres, aujourd'hui Place de la Résistance-et-de-la-Déportation, que la rue Gabriel-Péri longe à l'Est.

Elle traverse la ville du Nord au Sud. Les principales voies croisées, en partant du sud sont:
- boulevard Marcel-Sembat / rue Danielle-Casanova
- rue de la Barbacane,
- rue de la Légion-d'Honneur,
- rue Aubert,
- rue des Carmélites,
- place de la Résistance-et-de-la-Déportation (anciennement place-aux-Gueldres[1]) / rue Franciade,
- rue des Ursulines / rue Lanne, à l'angle de la rue de la Boulangerie,
- rue du Jambon,
- rue Franklin / rue des Boucheries,
- La rue de la République,
- rue Auguste-Blanqui,
- boulevard Carnot / boulevard Félix-Faure, à l'angle de la place du 8-mai-1945, anciennement place de la Caserne des Suisses, garnison d'un régiment des gardes suisses, bâti au XVIIe siècle[2].
- rue Auguste-Gillot / rue Paul-Verlaine,
- avenue de Stalingrad / avenue du Colonel-Fabien,

## Moyens d'accès
Au nord de la rue
- Ligne de tramway T5 par la station Roger Semat.

Au milieu de la rue
- Ligne 13 du métro par la station Basilique Saint-Denis.
- Lignes de tramway T1 et T5 par la station Marché de Saint-Denis.

Au sud de la rue
- Ligne 13 du métro par la station Saint-Denis - Porte de Paris.
- Ligne de tramway T8 par la station Saint-Denis - Porte de Paris.

## Origine du nom
Elle porte le nom du journaliste Gabriel Péri (1902-1941), arrêté comme résistant et fusillé comme otage.

## Historique

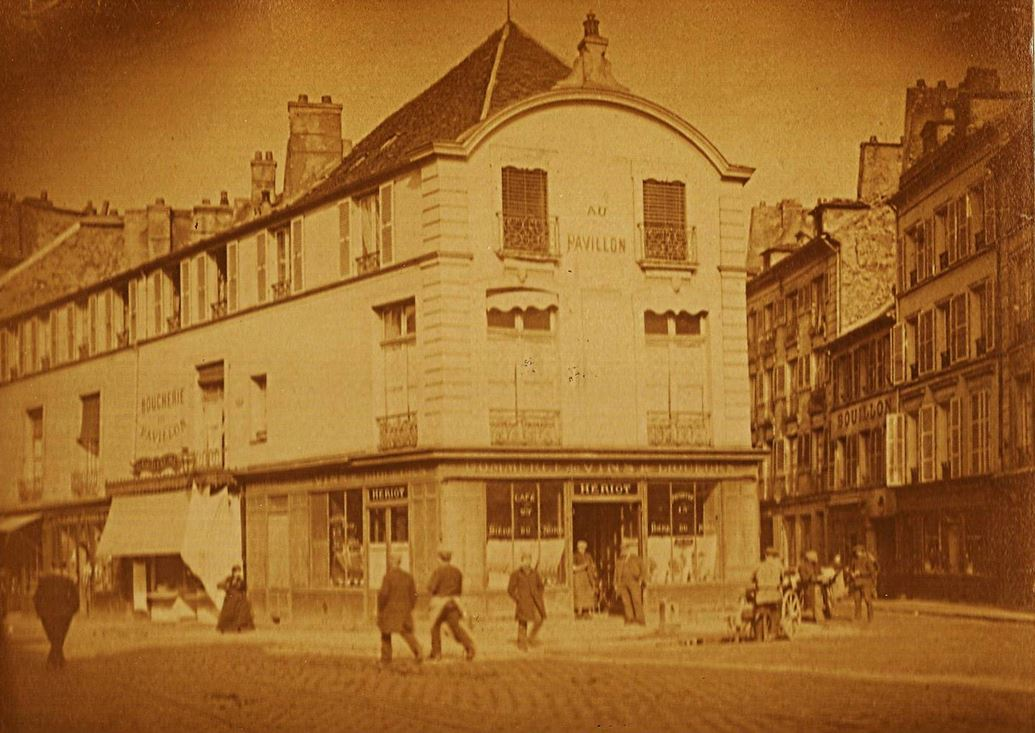
Saint-Denis, rue Gabriel-Péri, vers 1900.

Des recherches archéologiques ont permis d'y relever des artefacts datant du XIIIe siècle,.
Cette longue rue, faite de plusieurs voies alignées, a successivement porté différents noms au fil de l'histoire :
- Durant la première moitié du XVIIIe siècle, Saint-Denis retrouve une activité de construction, et entre 1724 et 1740, la rue d'Enghien est percée en centre-ville et traverse la ville du Nord au Sud.
- La rue d'Enghien prend le nom de rue de Paris en 1810. Ce premier nom lui avait été attribué car le duc d'Enghien avait beaucoup contribué à sa construction[5].
- La rue de Paris prend son nom actuel en 1946 en hommage à Gabriel Peri héros de la résistance[6],[7].

## Bâtiments remarquables et lieux de mémoire
- Musée d'Art et d'Histoire Paul Éluard,
- Halle du marché de Saint-Denis, construit en 1893[8],
- Fort de la Double-Couronne (édifice aujourd'hui disparu).